# Tríptico das Tentações de Santo Antão
As Tentações de Santo Antão é um tríptico do pintor holandês Hieronymus Bosch que terá sido pintado entre 1495 e 1500. Está em exposição em Lisboa no Museu Nacional de Arte Antiga, a partir do antigo palácio real das Necessidades, desconhecem-se as circunstâncias da chegada da obra a Portugal, não sendo certo que tenha feito parte da colecção do humanista Damião de Góis, como algumas vezes é referido.

## Características
Pintura a óleo sobre madeira, 141.5 x 119 cm (painel central), 131,5 x 53 cm (cada painel lateral).
O retábulo original encontra-se, presentemente, no Museu Nacional de Arte Antiga, em Lisboa, Portugal.
Existem várias cópias e versões, nomeadamente na National Gallery of Canada em Ottawa, no Museu do Prado em Madrid e na Barnes Foundation em Filadélfia. Um possível estudo preparatório para o painel central encontra-se conservado no Museu de Arte de São Paulo.
| The left panel: The Flight and Failure of St Anthony | The center panel: The Temptation of St. Anthony | The right panel: St. Anthony in Meditation |

## Descrição

### Painéis exteriores
Nos painéis exteriores são apresentadas duas cenas da Paixão de Cristo: no painel esquerdo, a Prisão de Cristo com Judas e São Pedro em primeiro plano, no painel direito, Cristo a caminho do Calvário com Santa Verónica ajoelhada a seus pés.

### Painel esquerdo
Também chamado "ascensão e queda de Santo Antão", este painel corresponde ao primeiro momento das tentações. Assim, na parte superior da imagem o Santo é levado pelos céus por demónios. Num segundo momento Santo Antão é amparado por dois religiosos e por um leigo, vestido de vermelho escuro. Sob a ponte de madeira, três monstros lêem uma carta enquanto outra figura que patina no gelo se prepara para lhes entregar outra. Mais à frente vemos um conjunto de figuras demoníacas, em trajes de religiosos, que caminham para uma construção cuja entrada é feita com o corpo de um homem ajoelhado, simbolizando um prostíbulo.

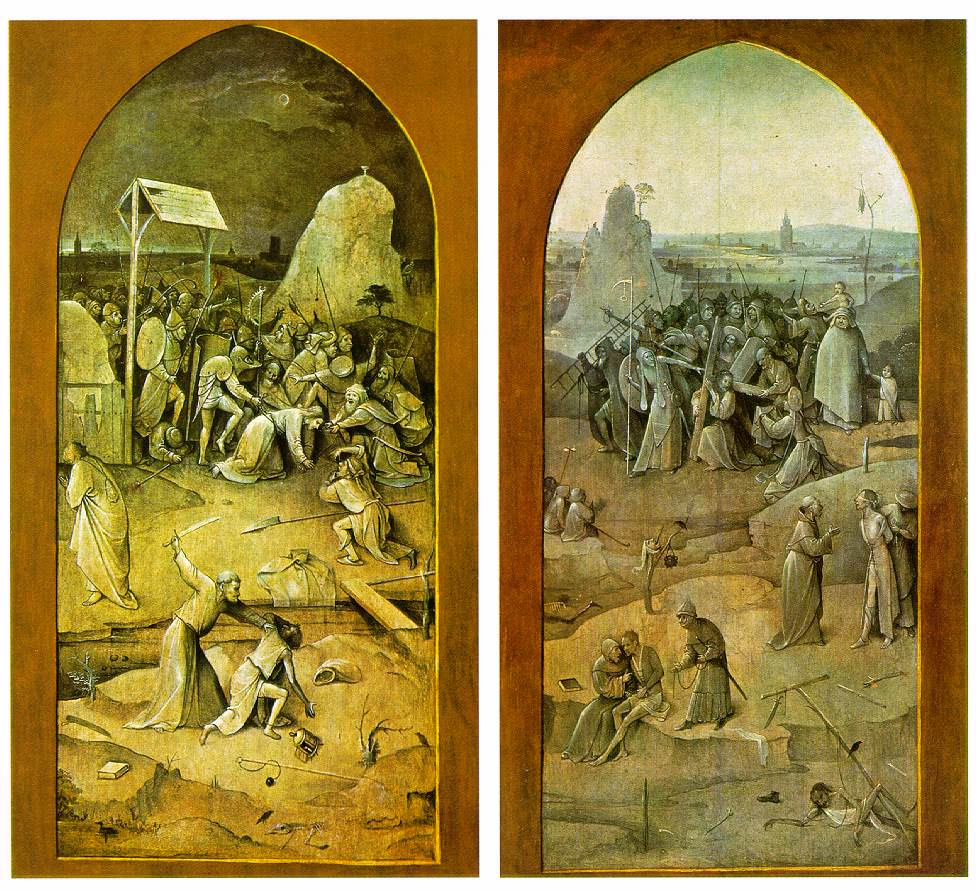
Painéis exteriores apresentando duas cenas da Paixão de Cristo.

### Painel direito
Conhecido como "a meditação de Santo Antão", este painel apresenta uma mulher banhando-se, nua, junto a um tronco de árvore coberto de um manto vermelho, tentando aliciar o Santo. Este desvia o olhar para a esquerda, onde depara com um grupo de estranhos seres que o tentam aliciar com comida e bebida. No topo, repete-se a imagem dos demónios voadores levando estranhos passageiros. Em segundo plano, vemos uma cena de batalha e uma figura com uma espada que enfrenta um dos monstros.

### Painel central
O centro da imagem é preenchido por um templo cilíndrico, em ruínas, que é o único espaço do quadro que não é invadido por demónios. As paredes do templo são decoradas com imagens alusivas ao Antigo Testamento. No interior, junto a um altar a figura de Cristo faz um gesto de bênção, repetido pelo próprio Santo que olha na direcção do espectador. Em fundo, ardem aldeias. O restante espaço é preenchido com seres fantásticos, a maioria híbridos, parte homens, parte animais.

## Significado
Santo Antão é considerado o fundador do monaquismo cristão, por ter renunciado aos bens materiais para viver no deserto, em pura contemplação, tornando-se um poderoso símbolo de renúncia ao mundo e ao pecado. As Tentações de Santo Antão apresentam-nos um mundo dominado por forças demoníacas, entregue ao pecado e à culpa. Perante esta visão pessimista e angustiada a única esperança está em Cristo — a figura no centro do quadro. Só pela força da renúncia, amparado pela fé, pode o homem libertar-se dos demónios que o atormentam.
As Tentações de Santo Antão trazem-nos, a par da loucura e do pecado, a visão de Cristo e do Santo firme na sua fé.
Numa época em que se acreditava firmemente na presença do Diabo e nos tormentos do inferno, na vinda iminente do Anticristo e do Juízo Final, a serenidade de Santo Antão olhando-nos do templo arruinado no centro do quadro, deve ser considerada como um símbolo de esperança.

## A obra em Portugal
Não se conhece a data da chegada da obra a Portugal. Mas sabe-se que o rei D. Luís, no século XIX, já apreciava aquele quadro no Palácio da Ajuda. E que o seu filho, D. Carlos, o mantinha numa espécie de atelier, junto ao seu quarto de dormir naquele Palácio, longe dos olhares públicos. 
O último rei de Portugal, D. Manuel II disputou a propriedade do tríptico de Bosch com o Estado português quando já estava no exílio, após a instauração da República. Só em 1937, quando António Oliveira Salazar há muito ocupava o cargo de Presidente do Conselho a questão foi resolvida com a ajuda de José de Figueiredo diretor do Museu das Janelas Verdes. Depois de vários encontros com Dona Amélia, mulher do rei D. Carlos e com o seu filho D. Manuel II, último rei de Portugal a obra fica definitivamente no acervo do museu.
José de Figueiredo desenvolve uma argumentação, por estes dias pouco considerada, em torno de uma possível propriedade original deste tríptico por parte de Damião de Góis, o humanista que no século XVI havia sido alvo da Inquisição. Uma argumentação à medida daqueles tempos, antimonárquica, mas que mais não visava do que afastar as intenções dos herdeiros das coroas portuguesa e espanhola.

## Outras obras
Outros artistas que pintaram "As Tentações de Santo Antão":
- Salvador Dalí, Diego Velázquez, Paolo Veronese, Max Ernst, Dorothea Tanning, Leonora Carrington, Pieter Bruegel, Matthias Grünewald, Paul Cézanne, Martin Schongauer, Pieter Brueghel "O Velho".

Exemplos:

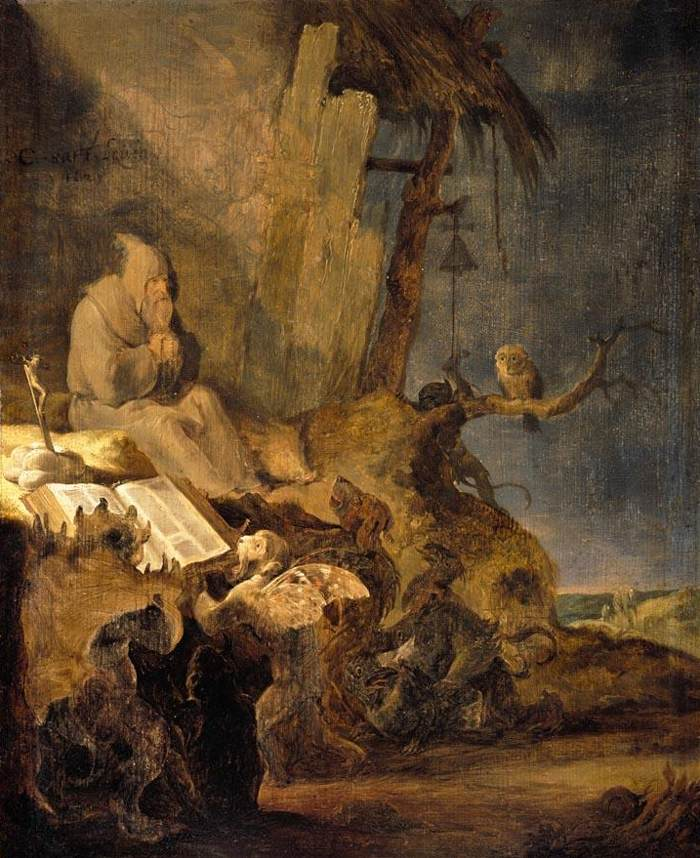
Herman Saftleven (1629)
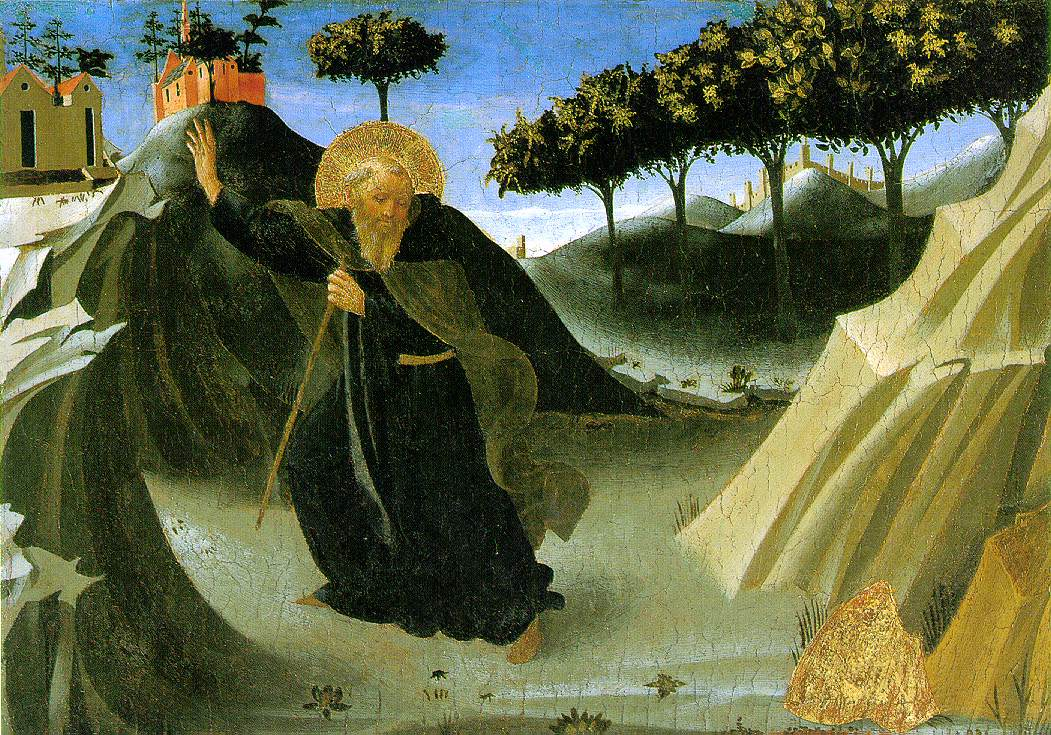
Fra Angelico (1436)
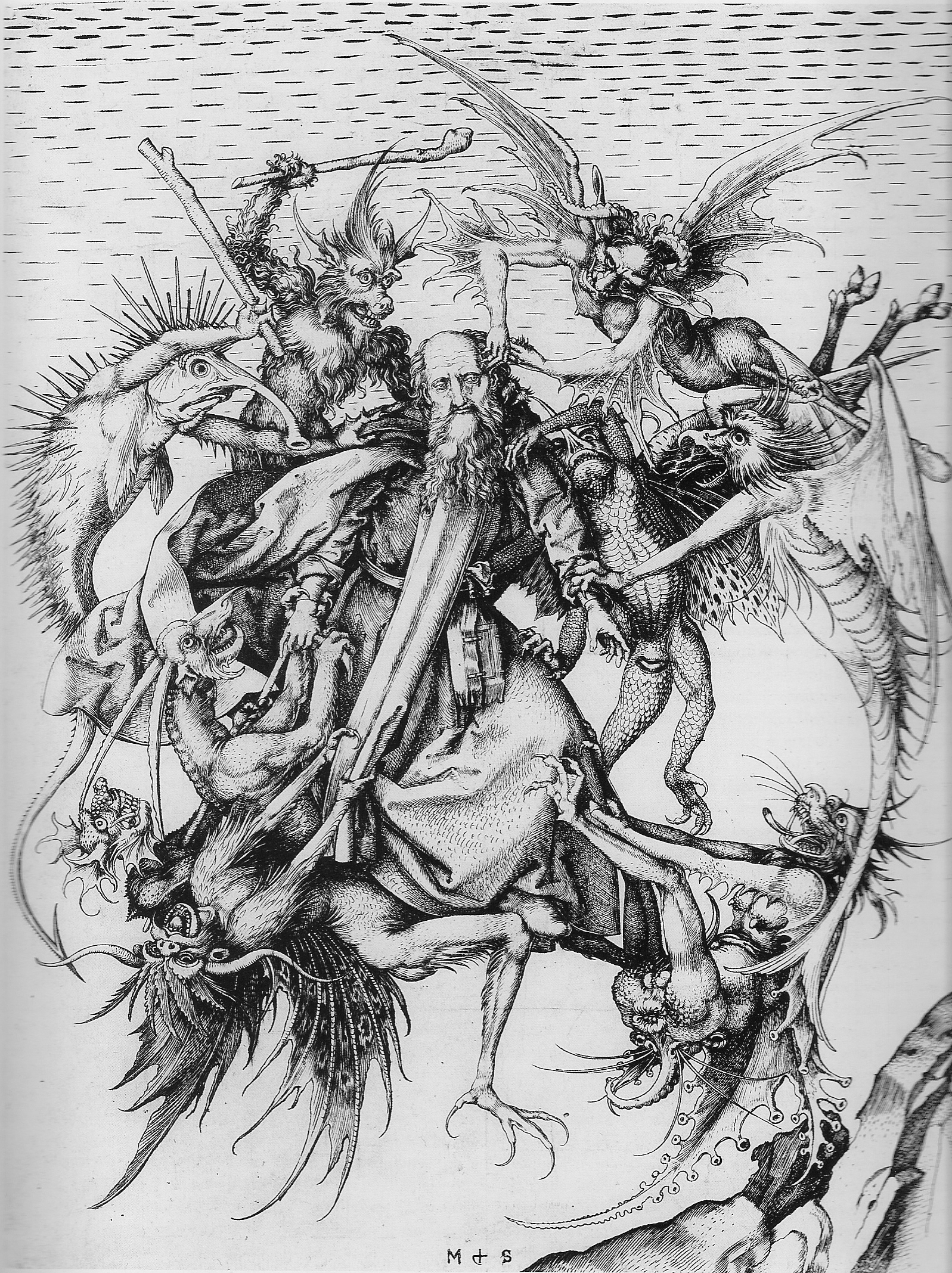
Martin Schongauer (século XV)
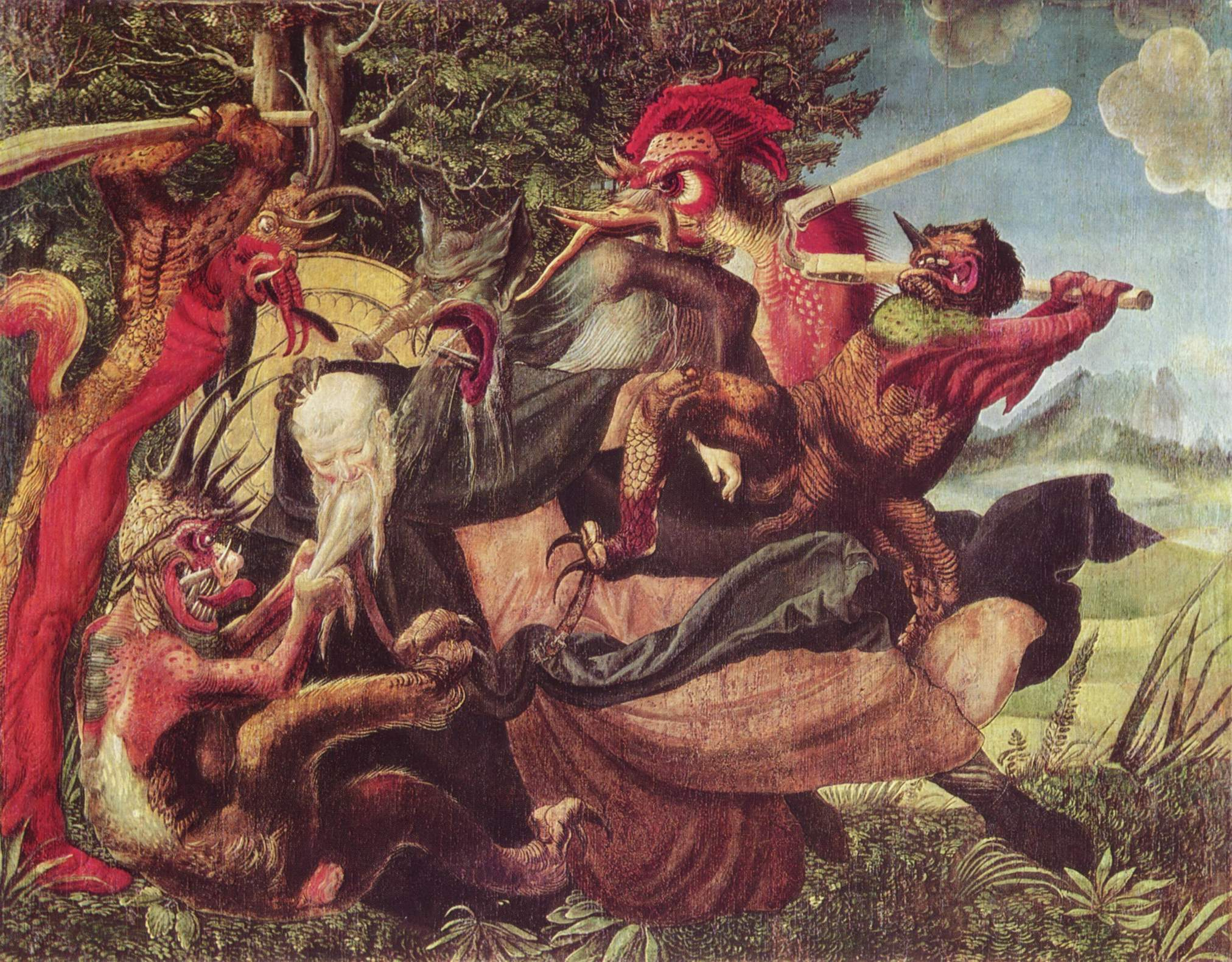
Niklaus Manuel Deutsch (1520)

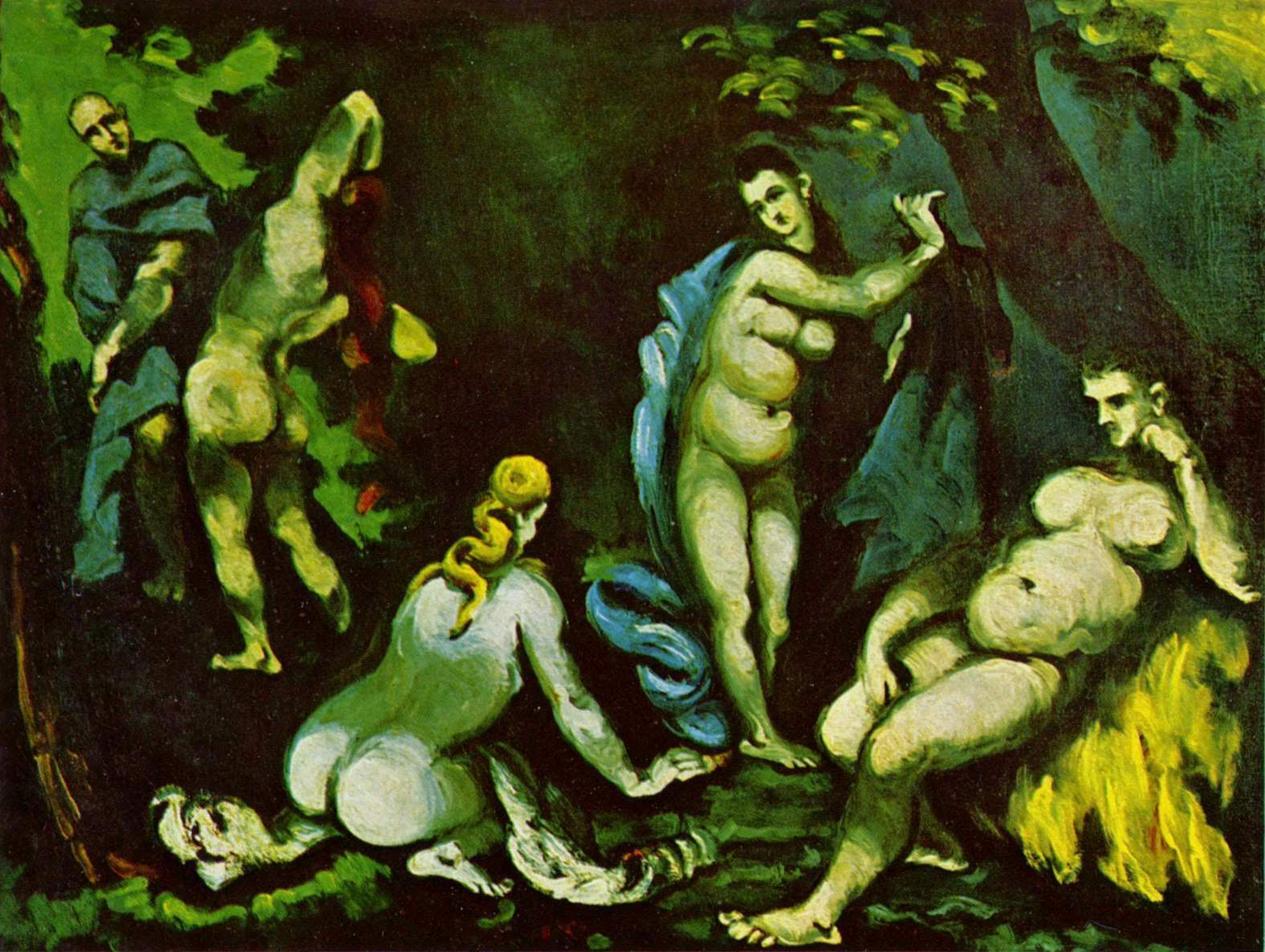
Paul Cézanne (1867/69)
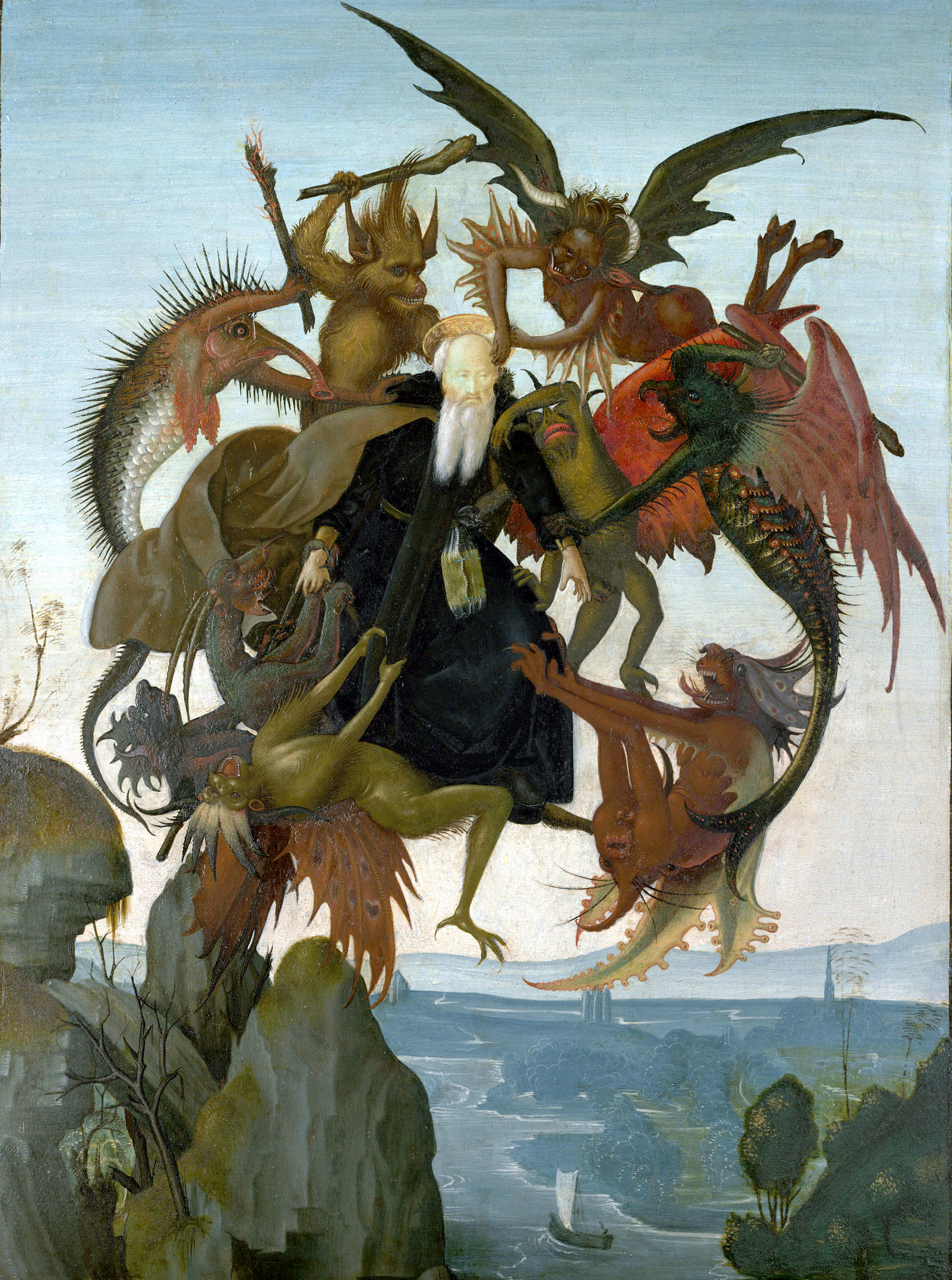
Miguel Angelo (1487-1488)
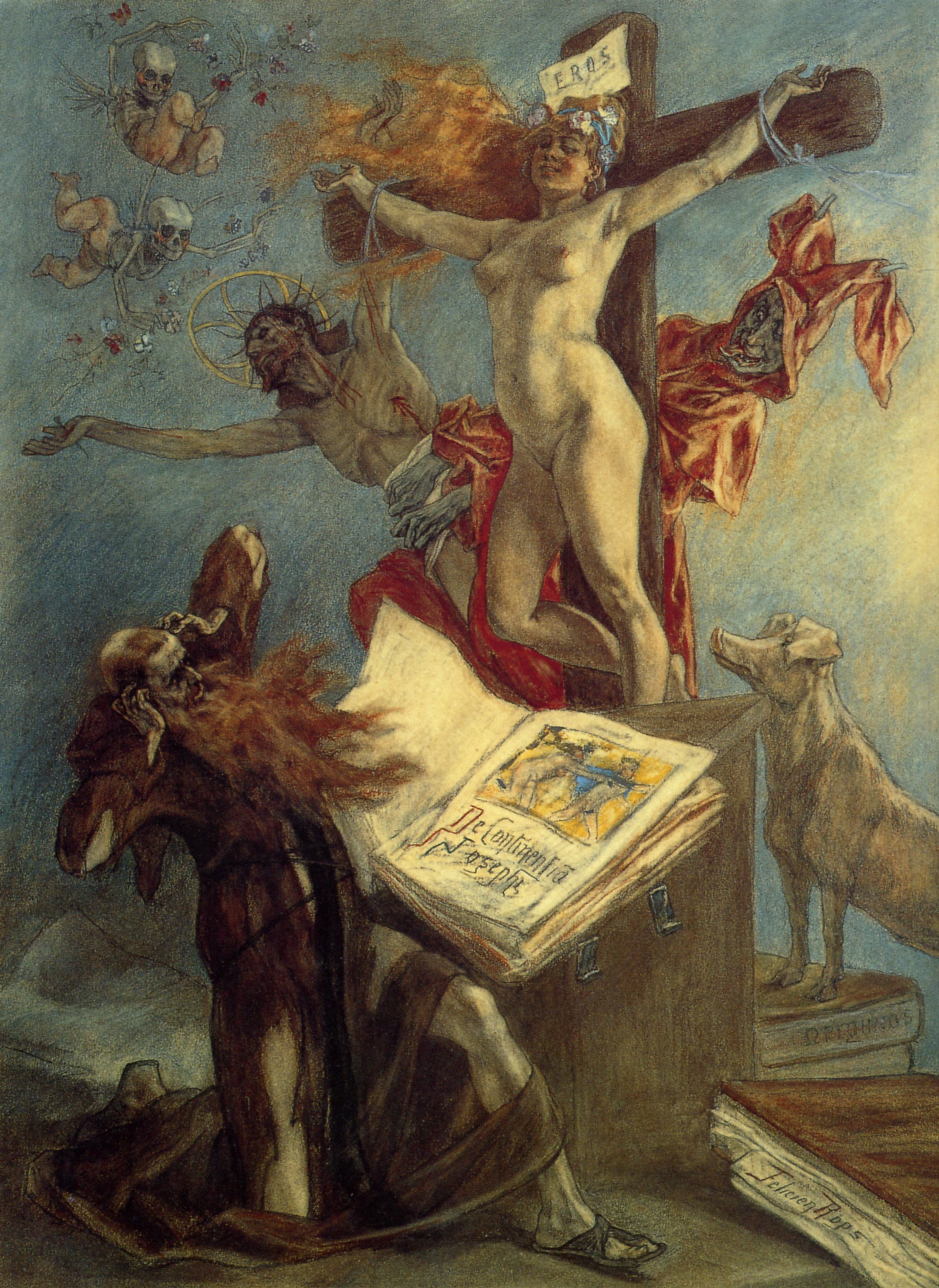
Félicien Rops (1878)
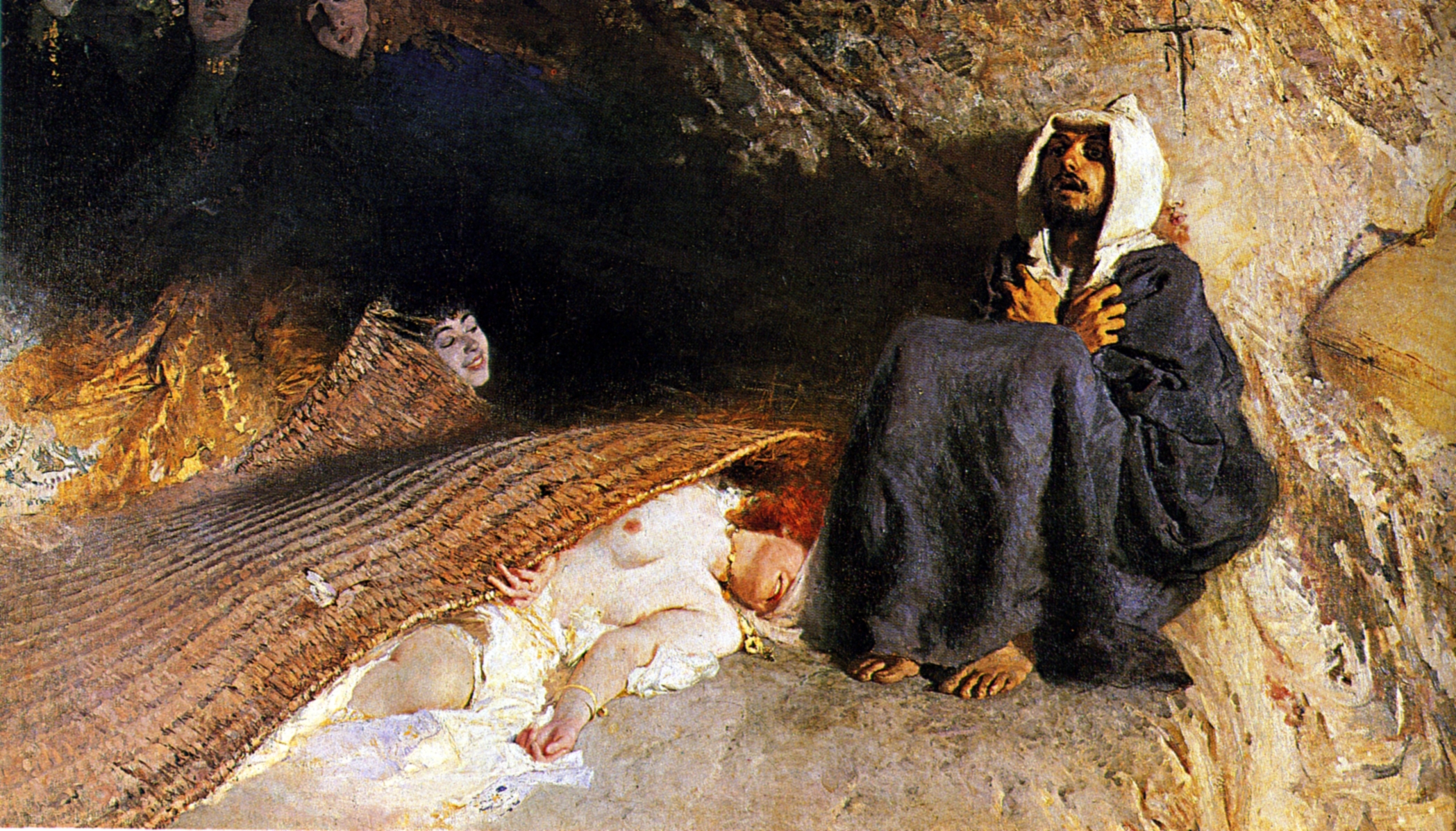
Domenico Morelli (1878)
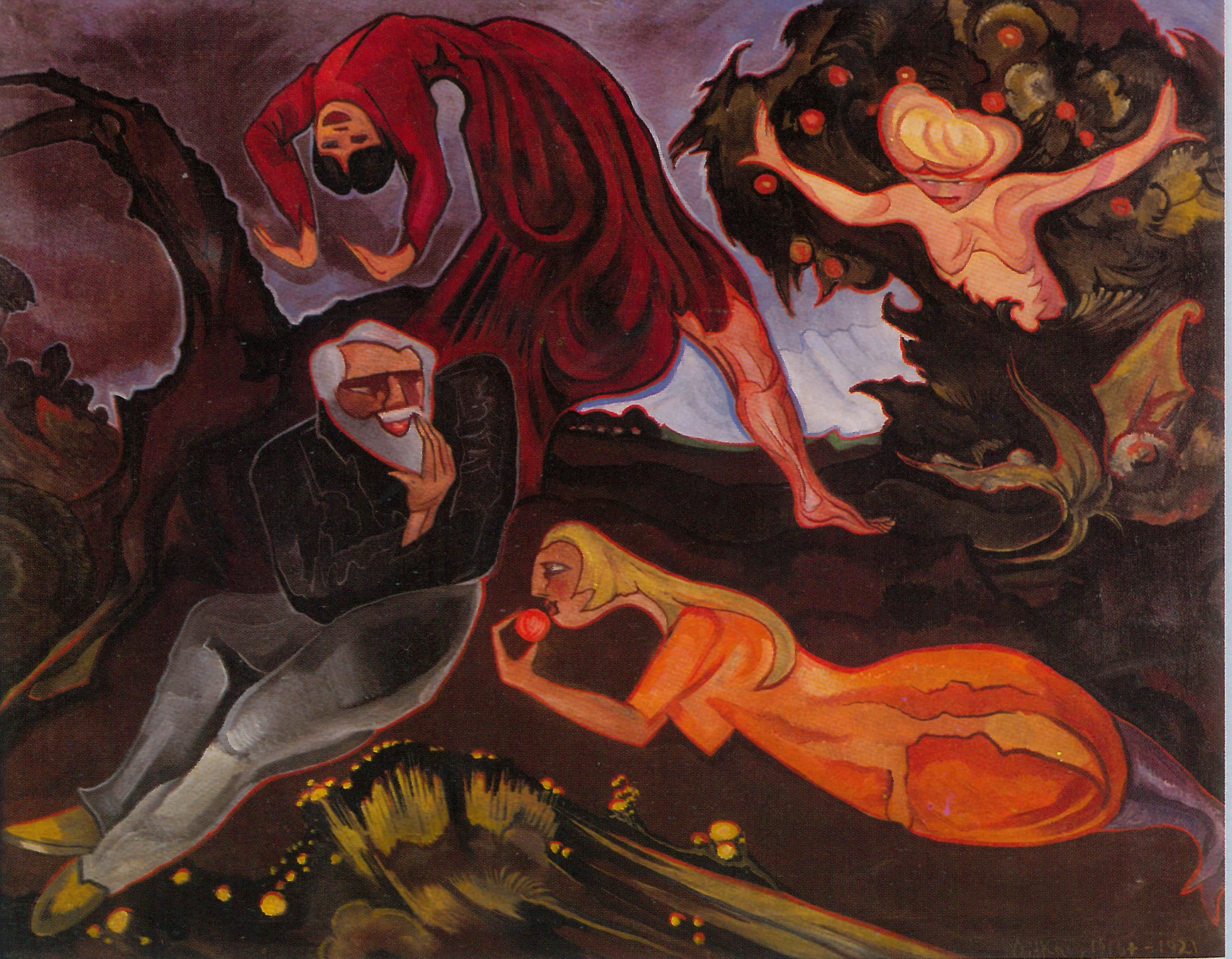
Stanisław Ignacy Witkiewicz (1916/21)

## Galeria
Alguns detalhes:

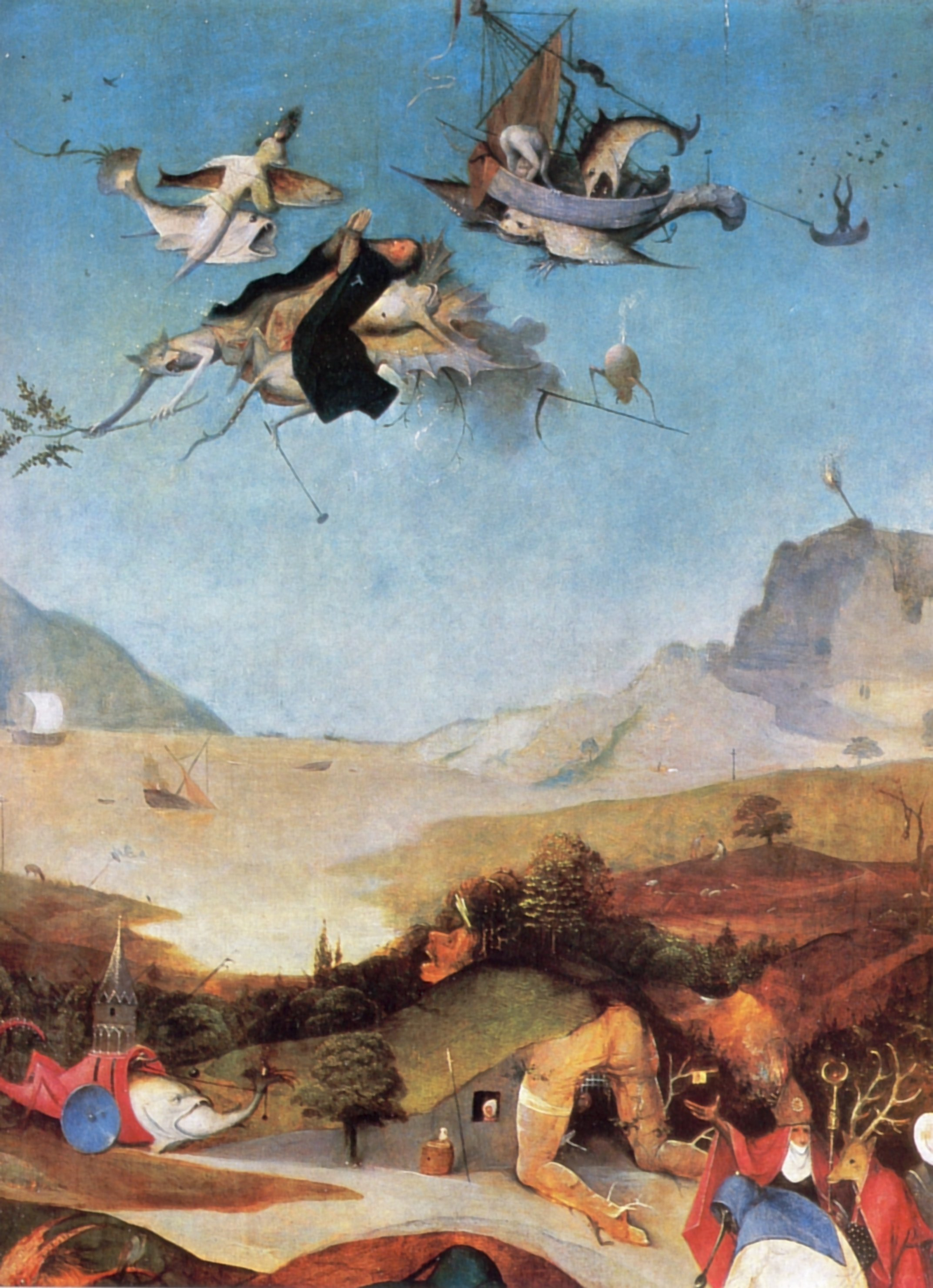
Painel esquerdo.
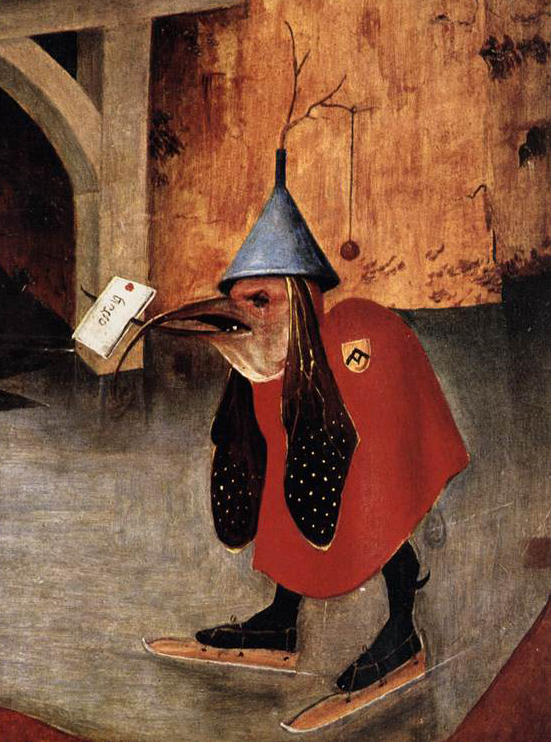
Painel esquerdo. Figura segurando no bico um papel com a assinatura do artista.
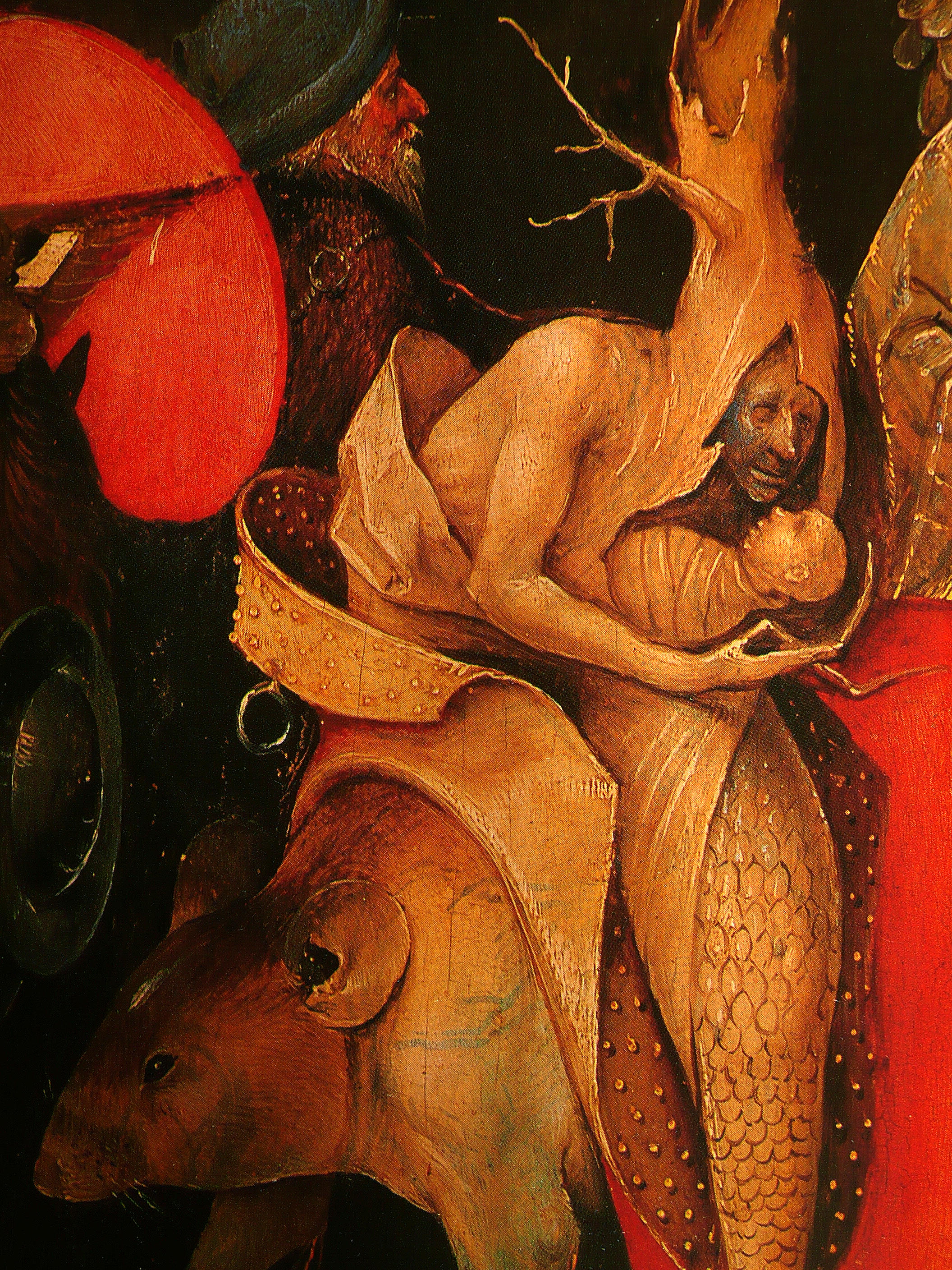
Painel central.
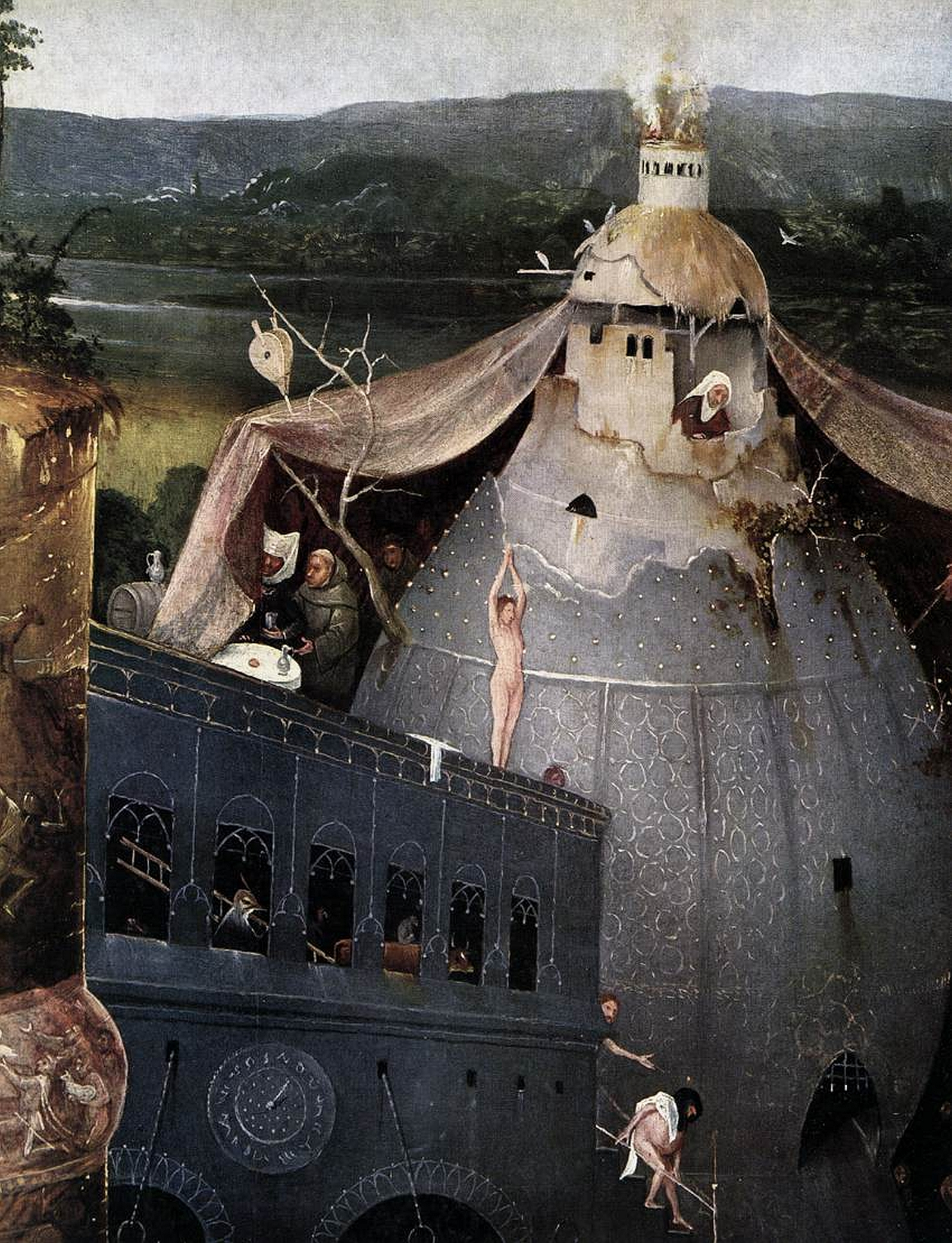
Painel central.
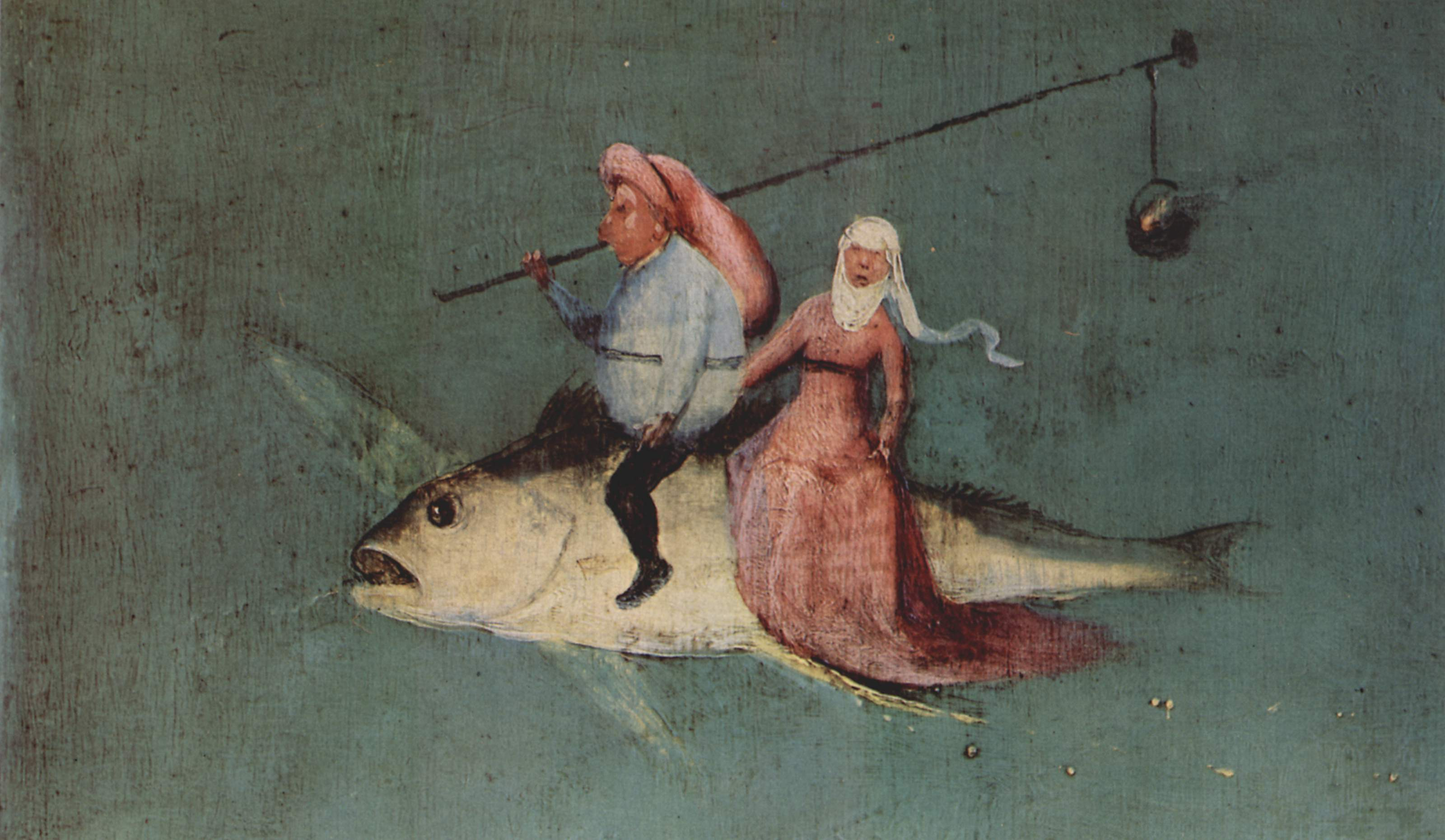
Painel direito.
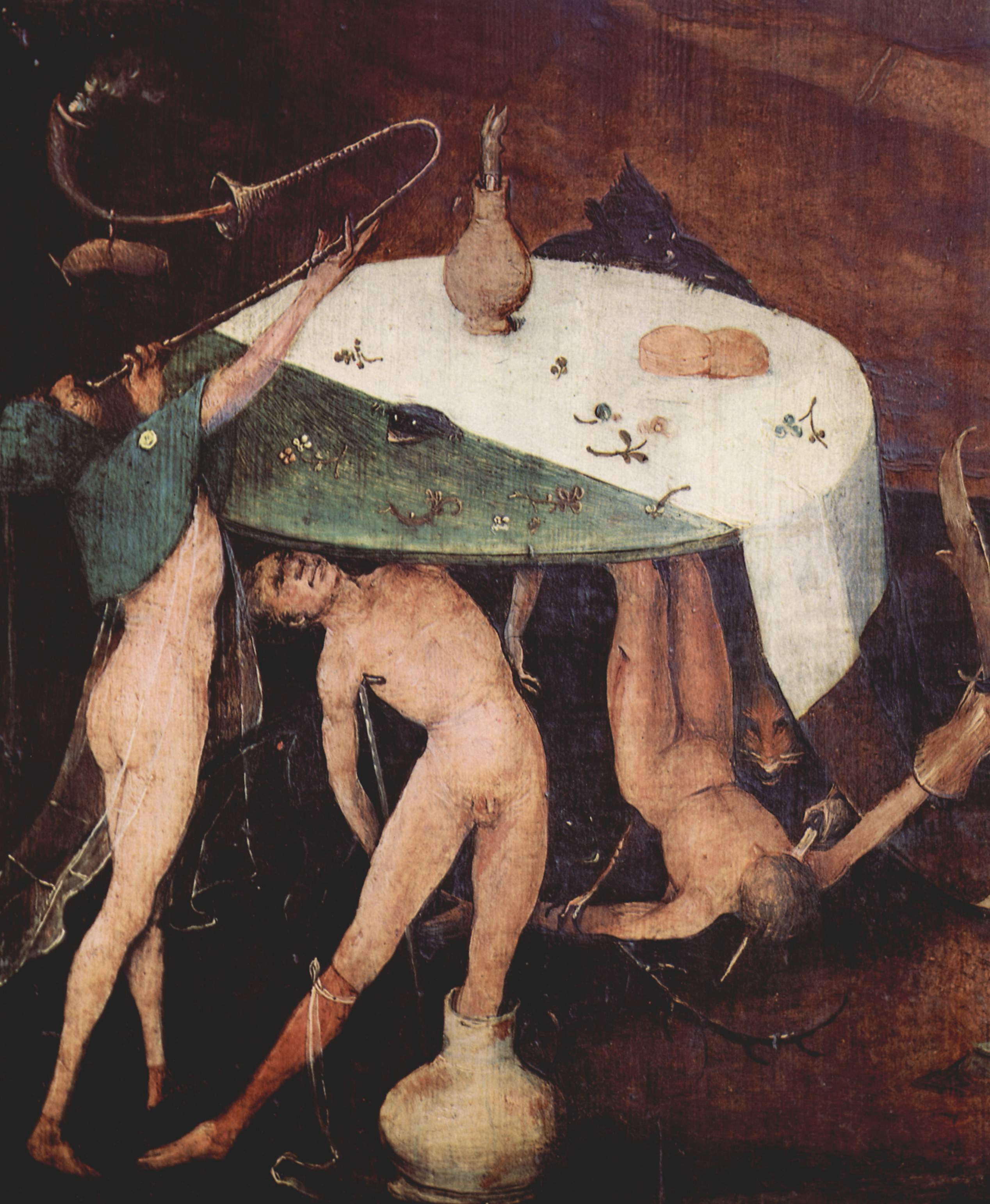
Painel direito.